# Liste de matériel roulant ferroviaire italien
La liste ci-dessous est une liste la plus exhaustive possible des moyens de traction connus qui ont circulé et/ou qui circulent actuellement sur le réseau ferré italien, réseau public national, privé ou en concession. 

## Particularité du matériel roulant italien des Ferrovie dello Stato
Contrairement à beaucoup d'autres compagnies de chemin de fer, depuis leur création, les Ferrovie dello Stato (FS) ont disposé d'un bureau d'études assurant la conception et le développement de tout le  matériel roulant utilisé en Italie. Les constructeurs n'étaient en fait que des sous-traitants, fabriquant le matériel conçu par les FS, à de très rares exceptions près. Les FS maintiendront cette spécificité jusqu'à la création, sous obligation de la Commission Européenne dans les années 2000, de la division Trenitalia qui fera comme toutes ses concurrentes, définissant seulement le cahier des charges pour les appels d'offres de nouvelles fournitures.

## Locomotives à vapeur

### Écartement normal
Entre le XIXe siècle et la première moitié du XXe siècle en Italie le trafic n'était quasiment assuré que par des machines à vapeur. Beaucoup de locomotives à vapeur, rachetées par la nouvelle société FS - Ferrovie dello Stato lors de la nationalisation des chemins de fer, ont été renommées selon la codification en vigueur dans les FS.
- Gruppo T3 (De la « Società Veneta » et d'autres)
- Gruppo 102 (ex Gruppo LVCI 1-50, Gruppo SB 1)
- Gruppo 113 (it)
- Gruppo 200 (it) (Ferrovie Nord Milano, construites par Koechlin)
- Gruppo 215 (it)
- Gruppo 270 (it) (ex Gruppo RA 350 )
- Gruppo 290 (en)
- Gruppo 292 (it) (ex Sudbahn, dommages de guerre 1915-1918)
- Gruppo 310 (it)
- Gruppo 320 (it)
- Gruppo 380 (it)(ex Midland Railway, achetées d'occasion au Royaume-Uni)
- Gruppo 400 (it)
- Gruppo 420 (it)
- Gruppo 421 (G7.1 et G7.2 prussiennes, dommages de guerre 1915-1918)
- Gruppo 422 (G8 prussiennes, dommages de guerre 1915-1918)
- Gruppo 460 (G8.1 prussiennes, dommages de guerre 1915-1918)
- Gruppo 470 (it)
- Gruppo 471 (it)
- Gruppo 473 (G10 prussiennes, dommages de guerre 1915-1918)
- Gruppo 476 (it) Prise de guerre (KkStB 80 d'Autriche-Hongrie, récupérées après la première guerre mondiale)
- Gruppo 479 (it) Prise de guerre (KkStB 380 d'Autriche-Hongrie, récupérées après la première guerre mondiale)
- Gruppo 480 (it)
- Gruppo 482 (it) Prise de guerre (Südbahn 580 d'Autriche-Hongrie, récupérées après la première guerre mondiale)
- Gruppo 510 (it) ex Rete Mediterranea (RM)
- Gruppo 530 (it) ex Rete Adriatica (it) (RA)
- Gruppo 540 (it) ex Società Italiana per le Strade Ferrate Meridionali (SFM)
- Gruppo 545 (it) ex RA
- Gruppo 552 (it) ex Società Italiana per le SFM
- Gruppo 555 (it) Prise de guerre (Südbahn 206 d'Autriche-Hongrie, récupérées après la première guerre mondiale)
- Gruppo 560 (it) ex RM
- Gruppo 600 (it) ex RM (pour les plus anciennes), en partie transformées en Gruppo 625
- Gruppo 625 Signorine en partie transformées en Gruppo 623
- Gruppo 630

- Gruppo 640 Signorine

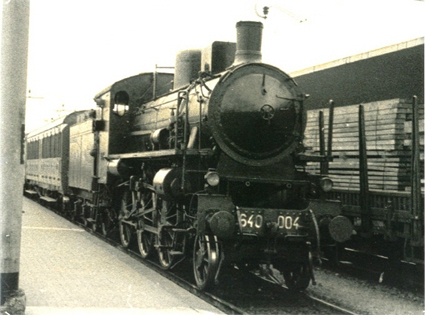
Une 640 en 1973.

- Gruppo 650 (it) ex RM Gruppo 300, ex Società per le Ferrovie dell'Alta Italia
- Gruppo 653 (it) Prise de guerre (Südbahn 109 d'Autriche-Hongrie, récupérées après la première guerre mondiale)
- Gruppo 670 Mucca (vache) ex RA Gruppo 500
- Gruppo 675 (P8 prussiennes, dommages de guerre 1915-1918)
- Gruppo 680
- Gruppo 683 (it)
- Gruppo 685
- Gruppo 690
- Gruppo 691
- Gruppo 728 (it) Identiques aux KkStB 270
- Gruppo 729 (it) KkStB 170 d'Autriche-Hongrie récupérées après la première guerre mondiale
- Gruppo 730 (it)
- Gruppo 735 (en) Wilson construites aux États-Unis et au Canada de 1917 à 1922
- Gruppo 736 (it) United States Army Transportation Corps classe S160 (en)

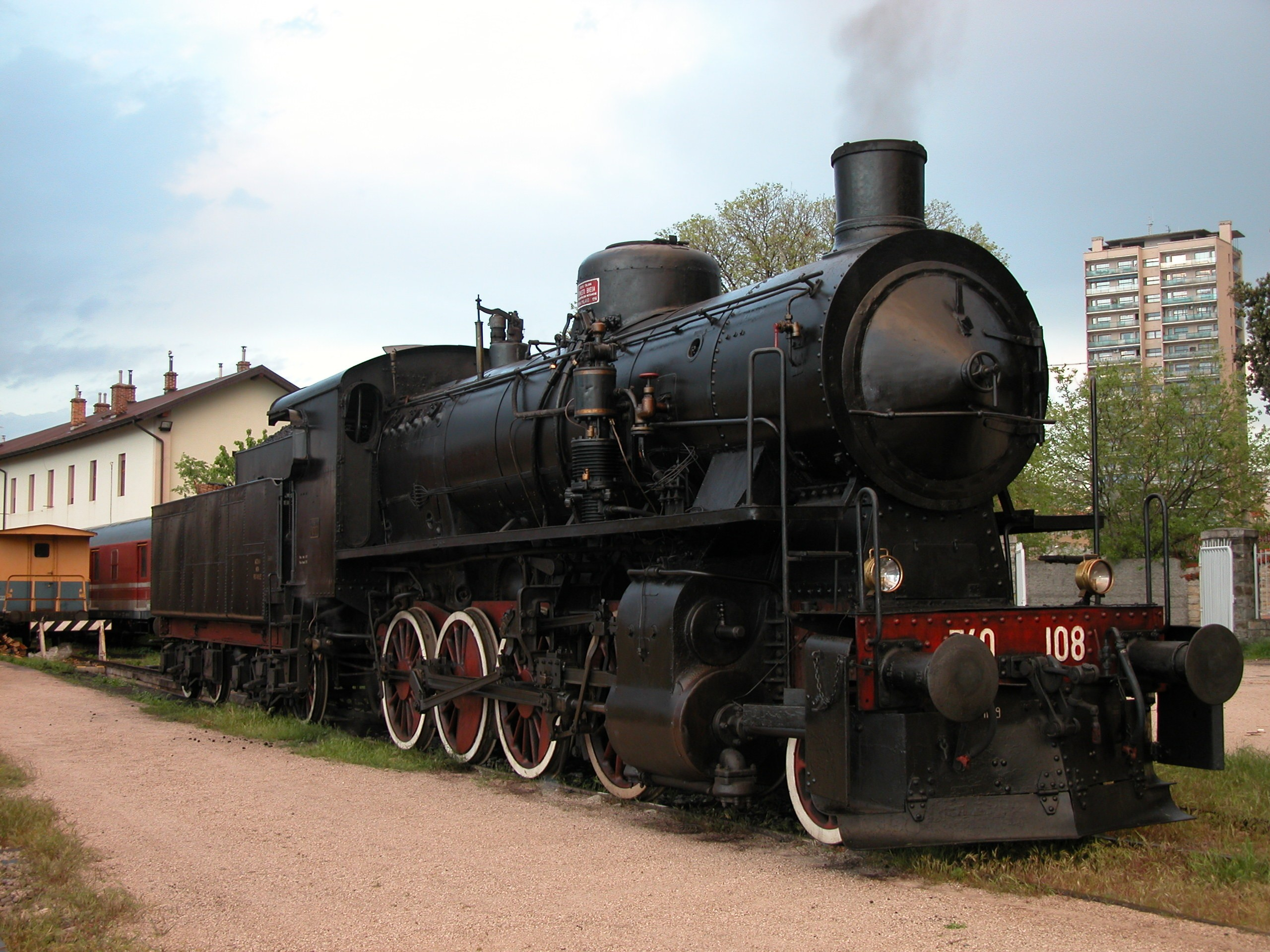
Une locomotive FS 740

- Gruppo 740 en partie transformées en Gruppo 741 et 743

- Gruppo 744 (it)
- Gruppo 745 (it)
- Gruppo 746 (it)
- Gruppo 750 (it) ex RM

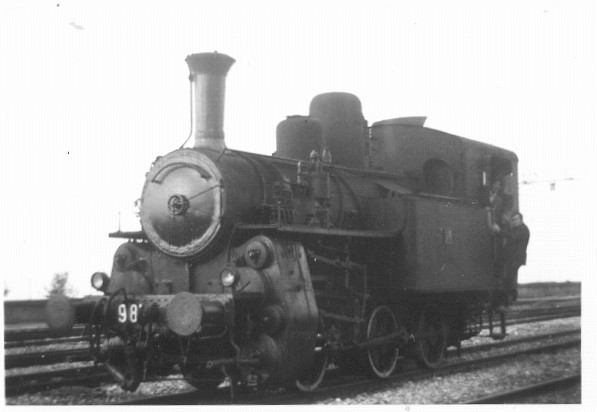
Une locomotive Gruppo 981

- Gruppo 800 II (it) cubo ex automotrices à vapeur transformées en locomotives de manœuvres
- Gruppo 816 (it) ex RA
- Gruppo 822 (it) KkStB 97 d'Autriche-Hongrie récupérées après la première guerre mondiale
- Gruppo 830 (it) ex RM
- Gruppo 835 (en)
- Gruppo 851 (it)
- Gruppo 870 (it)
- Gruppo 875 (it) toutes transformées en Gruppo 880 (it)
- Gruppo 895 (it)
- Gruppo 896 (it)
- Gruppo 902 (it) ex Rete Sicula (it)
- Gruppo 905 (it)
- Gruppo 910 (it)
- Gruppo 940
- Gruppo 980 (it) (à crémaillère)
- Gruppo 981 (it) (à crémaillère)

### Écartement réduit
De type particulier, avec utilisation dédiée sur des lignes particulières.
- FS Série P
- FS R.301
- FS R.302
- FS R.370  (à crémaillère)
- FS 400 MCL (ou FCL)
- FS R.402
- FS 500 FCL

## Locomotives Diesel

### Écartement standard

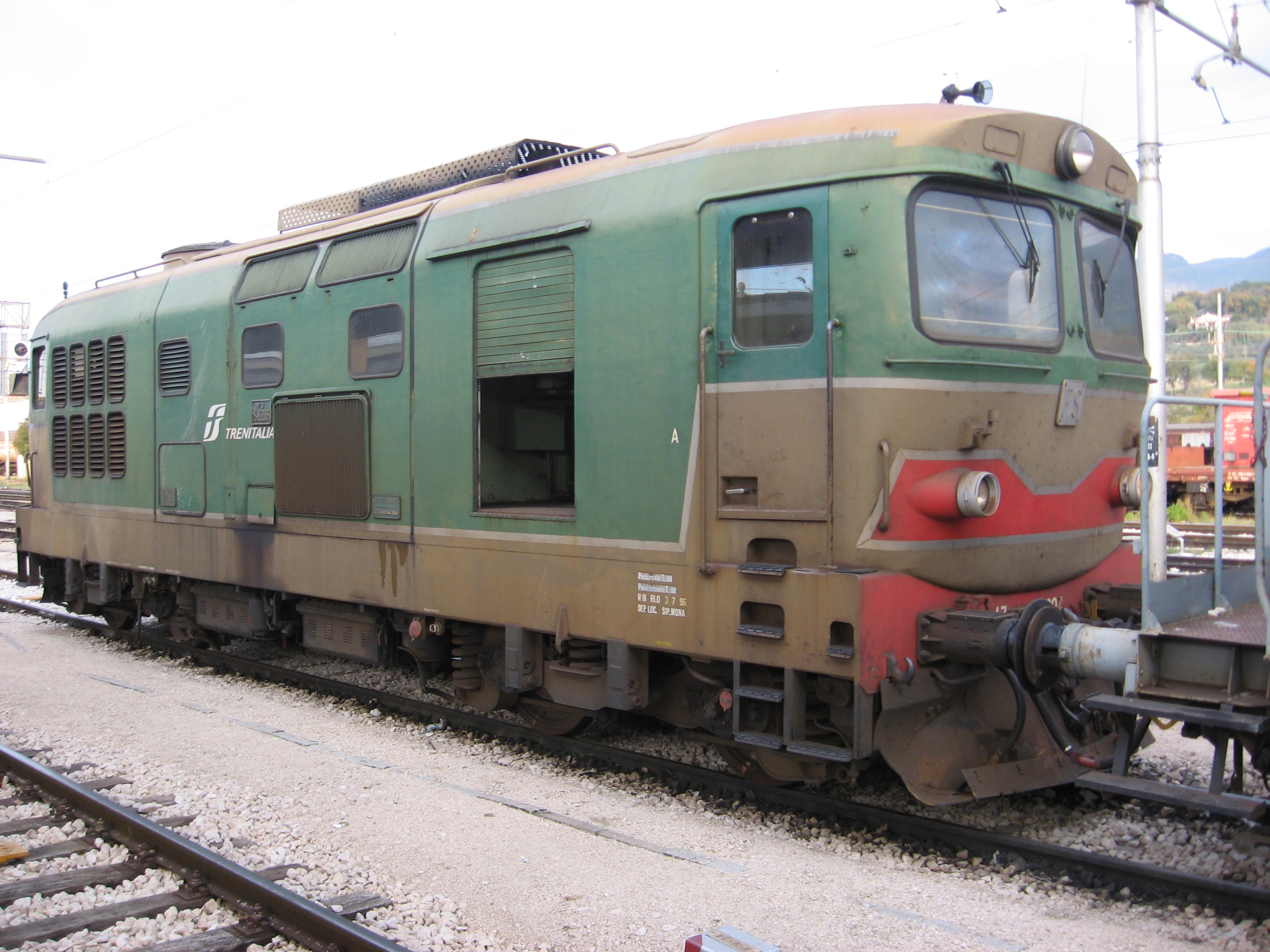
Une D.343 en service à Terni.

Depuis le milieu du XXe siècle les locomotives diesel sont devenues courantes sur le réseau italien, notamment sur les lignes non électrifiées. La plupart sont utilisées pour les manœuvres.
- FS D.236
- FS D.341
- FS D.342
- FS D.343
- FS D.345
- FS D.356
- FS D.442
- FS D.443
- FS D.445
- FS D.461

#### Diesel électriques
- DE.122
- DE.753

### Écartement réduit
Ces locomotives sont plutôt rares mais quelques unités ont été utilisées très localement dans des activités de manœuvres délicates.
- FS RD.142

## Locomotives électriques
L'Italie a la particularité d'avoir un des réseaux électrifiés les plus importants du monde et d'avoir commencé l'électrification dès 1920.

### Électrification 3,6 kV - 16,7 Hz - triphasé

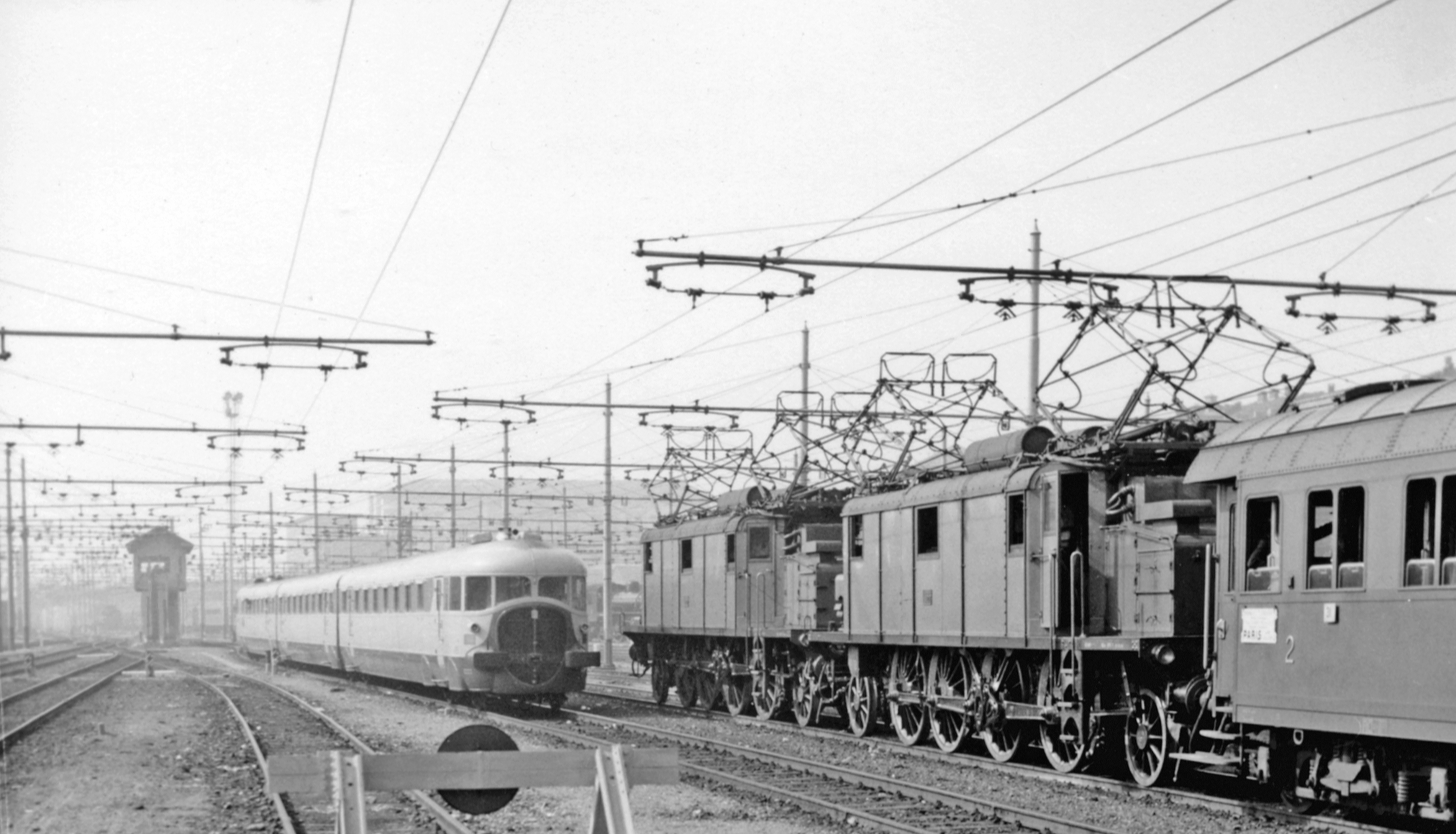
E 432 sous caténaire triphasée.

Au tout début du XXe siècle, aux balbutiements de l'histoire ferroviaire italienne, le système de traction triphasé fut expérimenté et les premières locomotives électriques ont été équipées ainsi. Le système a rapidement été remplacé par le 3 kV courant continu, encore en vigueur sur le réseau italien normal, les lignes LGV étant en 25 kV alternatif.
- FS E.330 (it)
- FS E.331 (it)
- FS E.332 (it)

- FS E.333 (it)
- FS E.360 (it) pour le Simplon

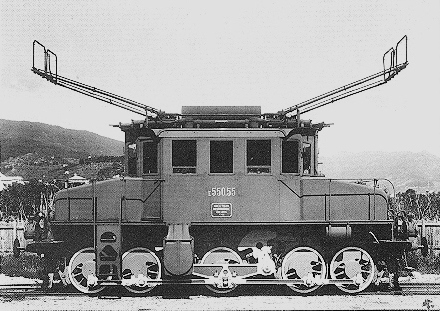
E.550.

- FS E.380 (it) deux motrices transformées en FS E.390
- FS E.430 (it)
- FS E.431 (it)
- FS E.432 (it)
- FS E.550
- FS E.551 (it)
- FS E.552 (it)
- FS E.554 (it)

### Électrification en 10 kV - courant alternatif fréquence industrielle 50 Hz
En 1927, de manière expérimentale, un système avec alimentation 10 kV fut introduit sur la ligne Rome-Sulmona. Cet essai n'eut pas de suite et la ligne sera convertie au classique 3 kV CC en 1950.
- FS E.470
- FS E.471
- FS E.472
- FS E.570

### Électrification en 650 V courant continu et troisième rail
Ce système sera expérimenté sur la ligne Milan-Porto Ceresio et reconverti en 3 kV CC en 1951.
- FS E.220
- FS E.320

Sur cette ligne circulaient également des automotrices lourdes des FS, qui seront transformées pour circuler sous 3 kV CC avec pantographe.
- Automotrice FS E.623 Varesina
- Automotrice FS E.624 Varesina

### Électrification en 3 kV courant continu

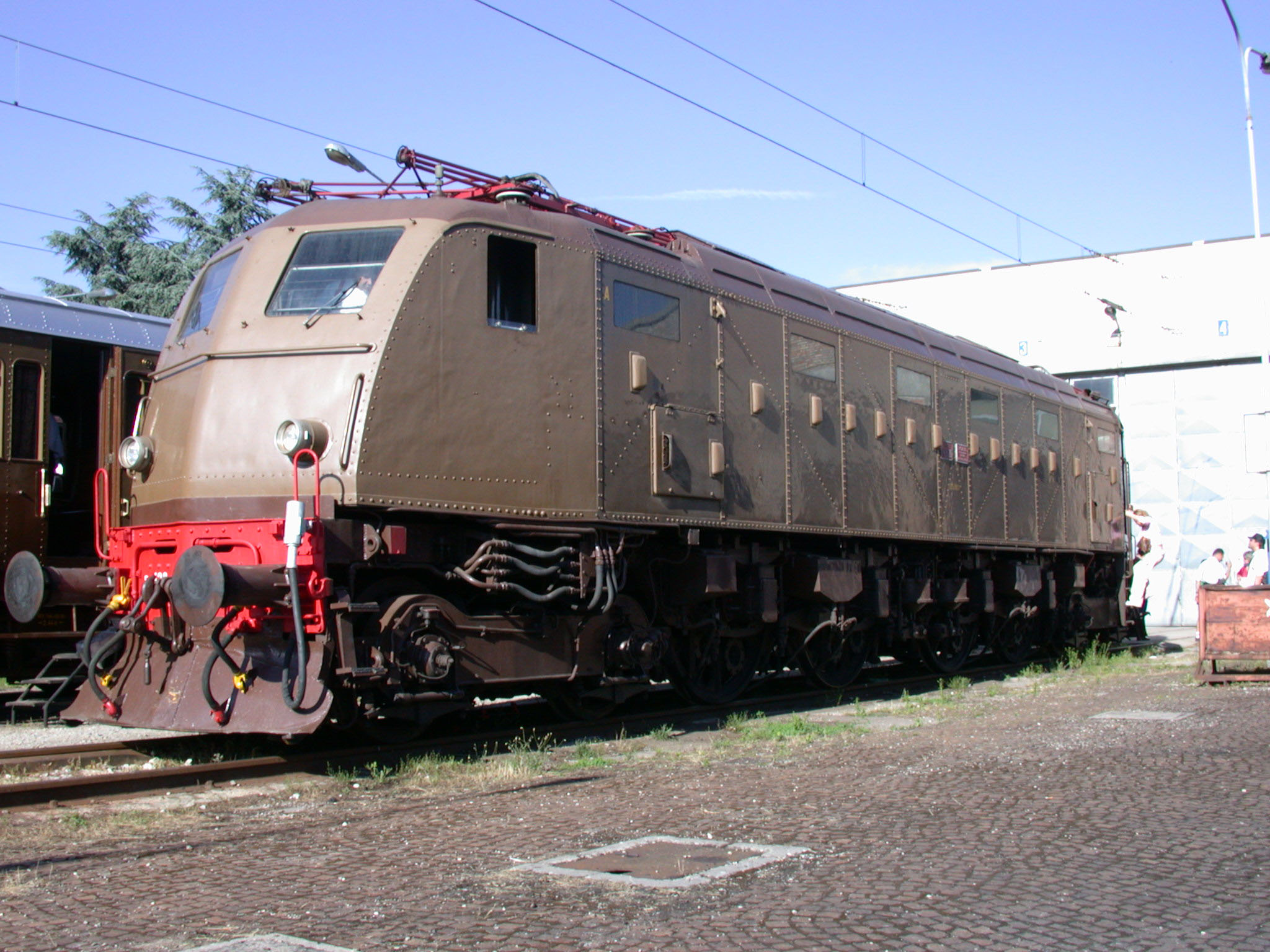
Locomotive E.428.226 vers Rimini.

L'électrification sous 3 kV en courant continu est devenue, à partir de 1930, le standard sur tout le réseau italien. Ces locomotives représentent la base du service commercial des FS et nombreuses sont les motrices qui composent encore de nos jours le parc roulant italien.
- FS E.326
- FS E.400 (it)
- FS E.402A
- FS E.402B
- FS E.405
- FS E.412 Brennero
- FS E.414 transformation en E.404 mono tension pour les ETR 500

- FS E.424
- FS E.428  (E428.226 Pirata)

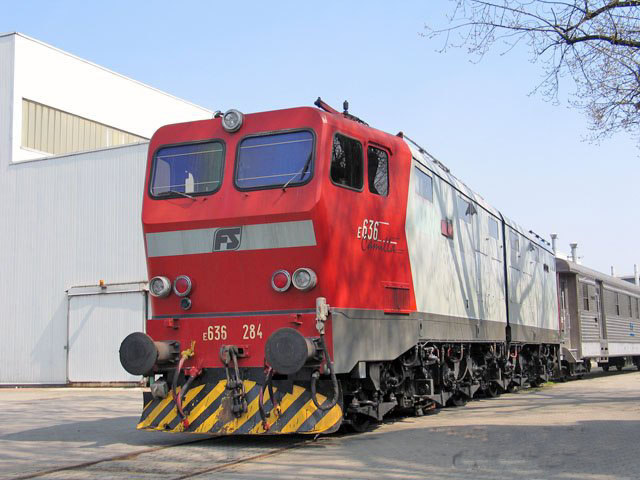
La FS E.636-284 "Camilla".

- FS E.444 Tartaruga ensuite transformée en FS E.444R
- FS E.447
- FS E.453 (it)
- FS E.454 (it)
- FS E.464
- FNM E.600 Ferrovie Nord Milano
- FNM E.610 Ferrovie Nord Milano
- FS E.621 (it)

- FS E.626

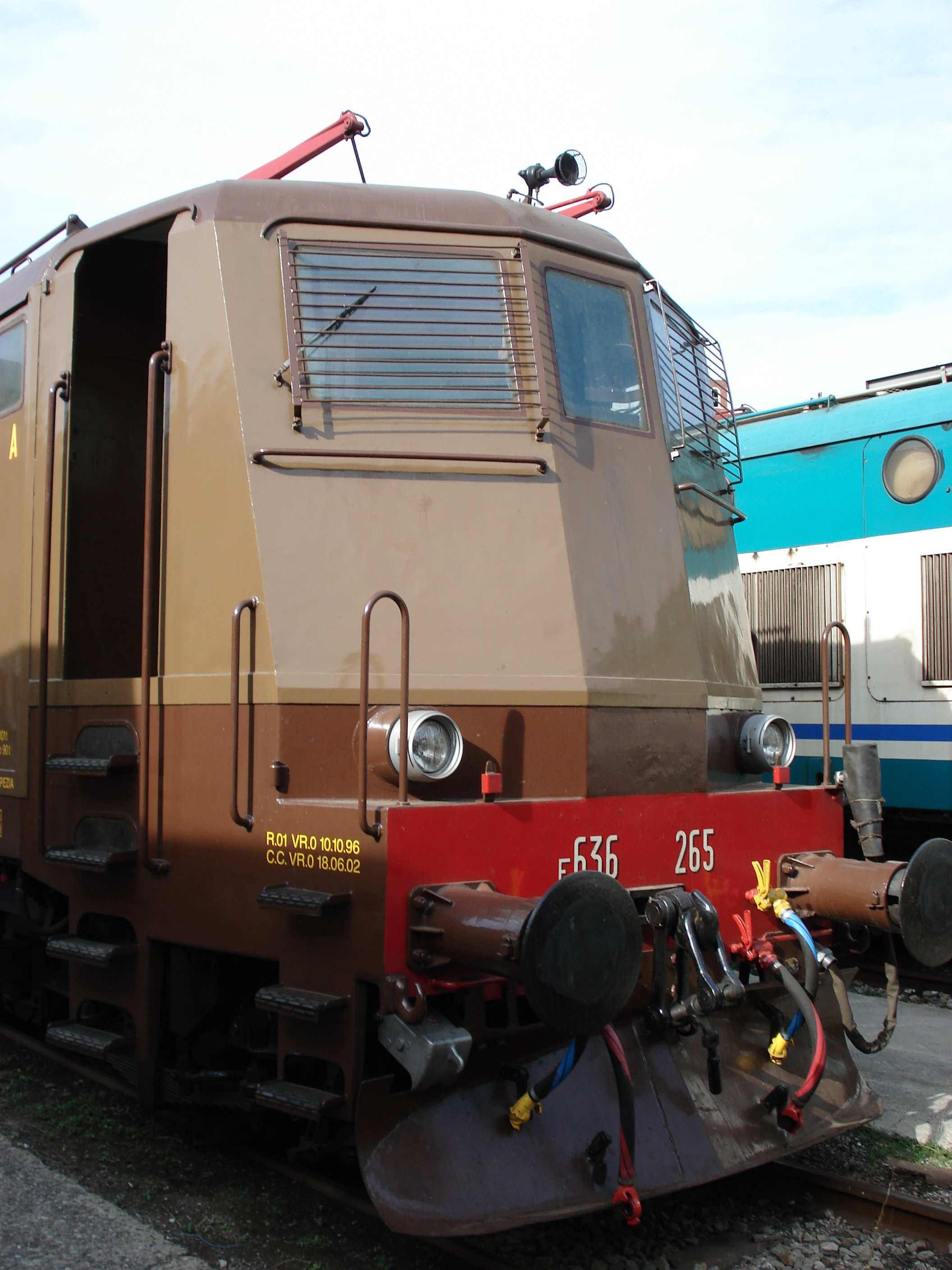
Locomotive E.636-265 la série représentative italienne des années 50.

- FNM E.620 Ferrovie Nord Milano Tigrotto
- FNM E.630 Ferrovie Nord Milano Skoda
- FNM E.640 Ferrovie Nord Milano Fer
- FS E.632 (it) Tigre
- FS E.633 (it) Tigre
- FS E.636  (E636.284 Camilla)
- FS E.645
- FS E.646
- FS E.652 Tigre
- FS E.655 (it)
- FS E.656 (it) Caimano une partie transformées en FS E.655
- FS E.666FS E.666 (it)

### Électrification sous 25 kV alternatif 50Hz (monophasé)
Locomotives expérimentales pour le réseau de la Sardaigne.
- FS E.491/FS E.492

## Rames électriques

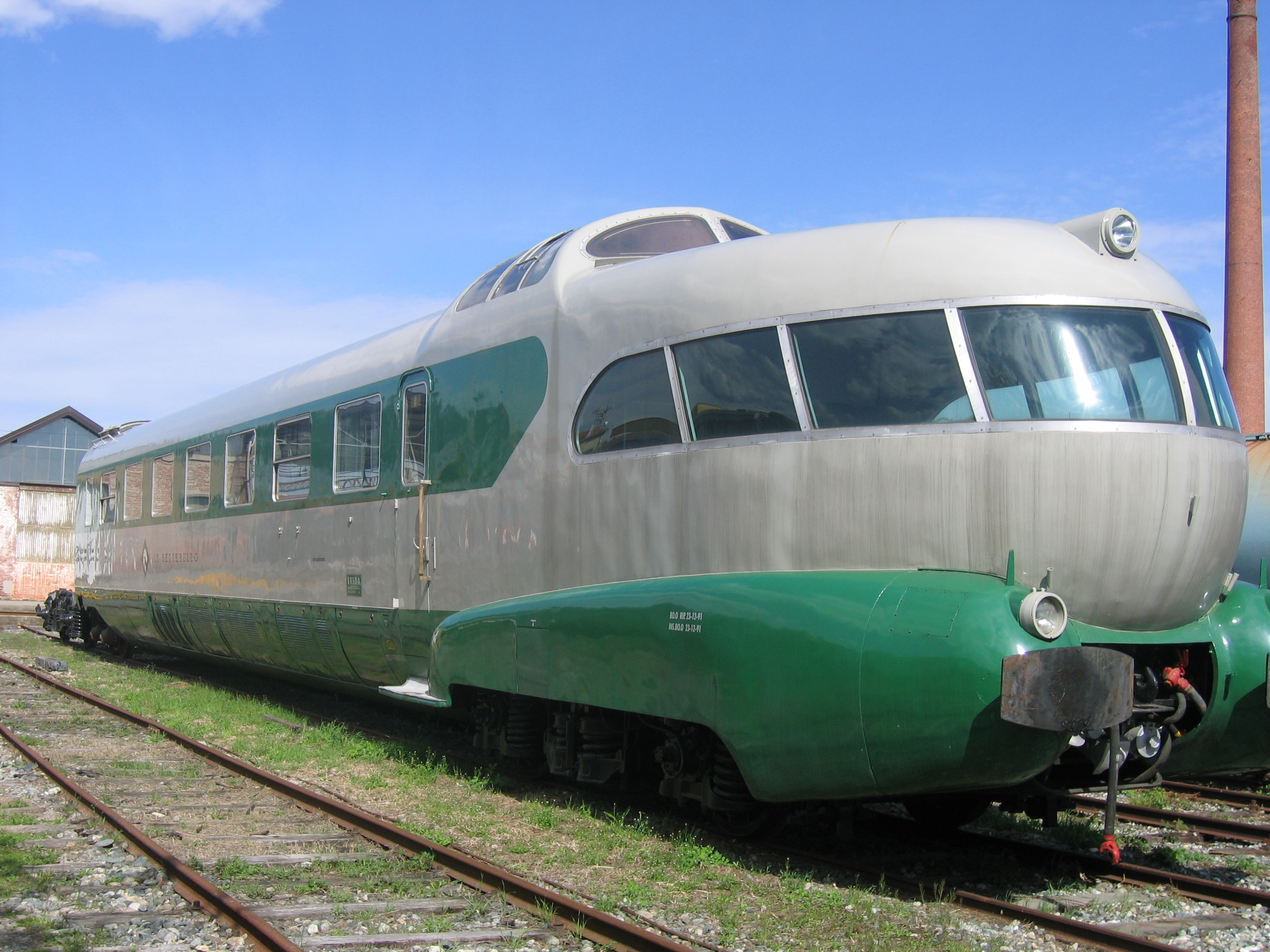
Un ETR 300 Settebello.

L'Italie a été longtemps à l'avant-garde dans le domaine de la grande vitesse ferroviaire. Depuis les années 1930, les convois italiens faisaient l'admiration du monde ferroviaire pour les vitesses atteintes et la sécurité des trains construits par l'industrie italienne. 
- ETR 103/104 Pop
- ETR 421/521/522/621 Rock
- ETR 150 TiLo

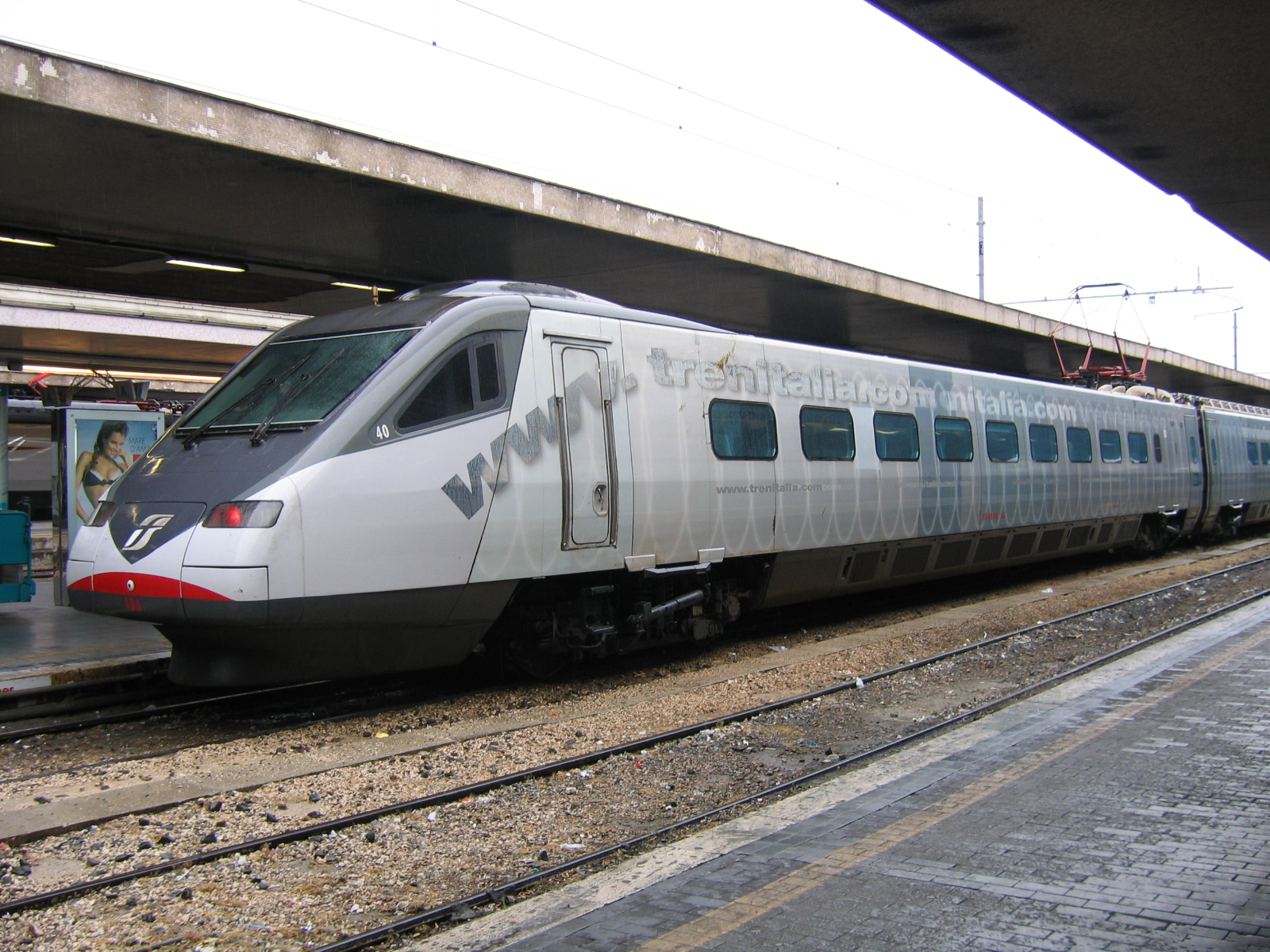
Fiat Pendolino ETR 480 à Roma Termini.

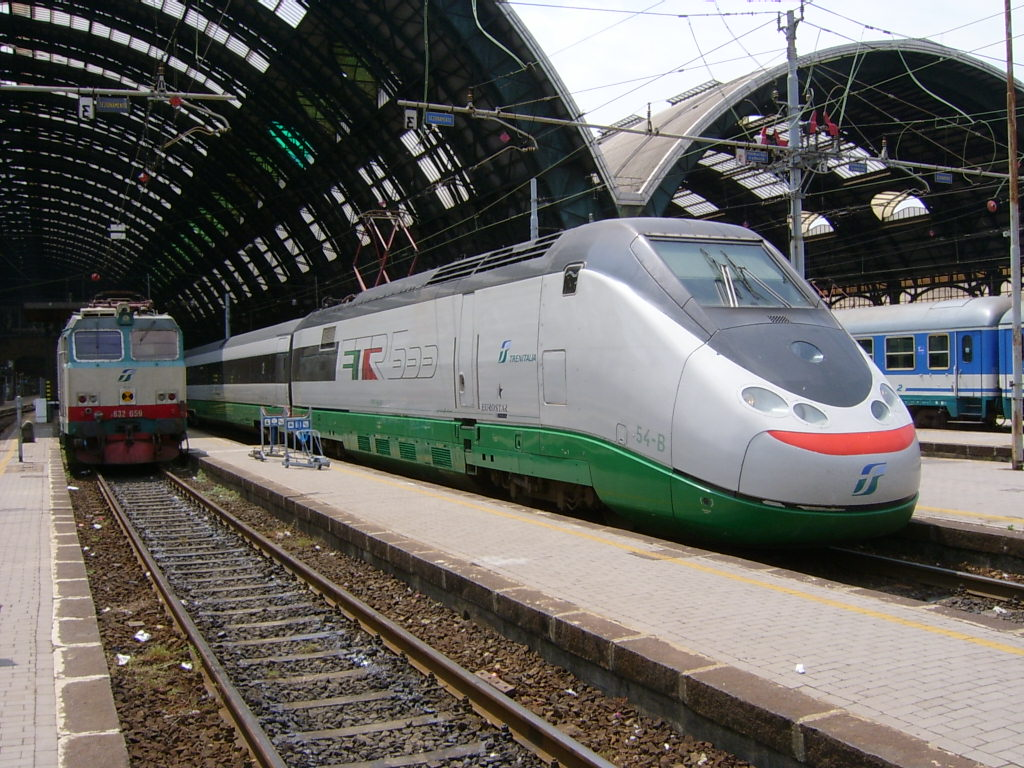
Un ETR 500.

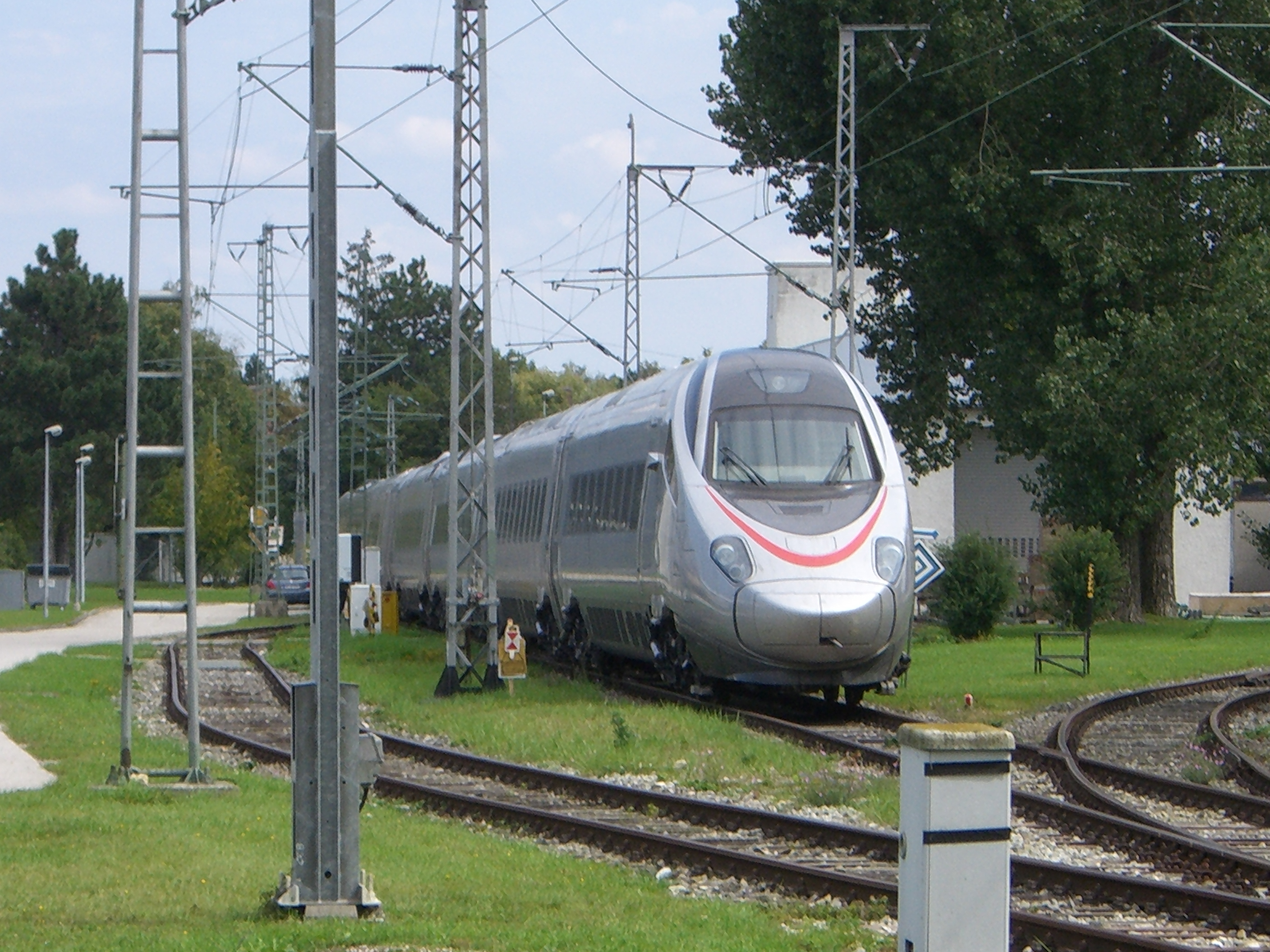
Un Pendolino ETR 610 en essai à Munich.

- ETR 200 transformés ensuite en ETR 220 Polifemo, ETR 230 Valentino et ETR 240
- ETR 250 Arlecchino
- ETR 300 Settebello
- ETR 340 Flirt
- ETR 401 Fiat Pendolino prototype
- ETR 450 1re série Pendolino Fiat
- ETR 460 Pendolino bi-tension - quelques unités transformées en ETR 463
- ETR 470 Cisalpino tri-tension pour les liaisons Allemagne-Suisse-Italie
- ETR 480 Pendolino reconvertis en ETR 485 polytension
- ETR 500 TAV (motrices E.404M mono-tension ou E.404P polytension)
- ETR 575 NTV-Italo AGV[1],[2]
- ETR 600 Superpendolino et version ETR 610 Cisalpino
- ETR 675 NTV-Italo Pendolino Evo[3],[4]
- ETR 700 anciennes rames Fyra rachetées par Trenitalia[5]
- ETR 1000 Frecciarossa (mise en service en 2015).

## Rames Automotrices

### Courant alternatif triphasé
Au tout début des années 1900 des rames automotrices furent construites pour circuler sur le réseau spécifique de la Valtellina, au Nord de Milan vers la frontière Suisse.
- Automotrice E1  Valtellinese (ex RA 301-305)
- Automotrice E21  Valtellinese  (ex RA 321-325)

### Rames ALe - Automotrices Légères électriques

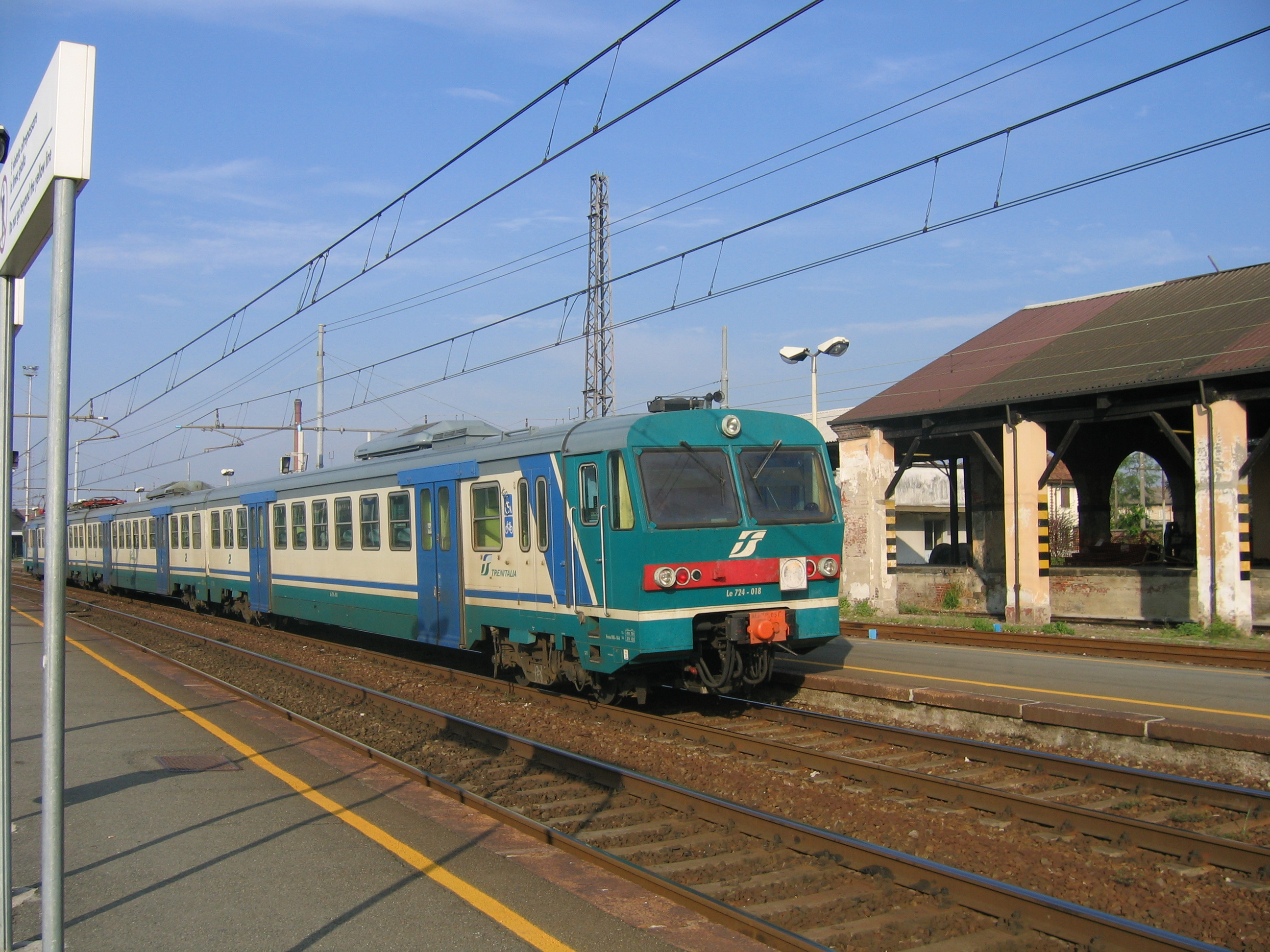
Une ALe724 en gare de Santhià.

Les convois de rames automotrices électriques standard (3 kV CC) ont assuré la plus grande partie du trafic local italien.
- FS ALe 400

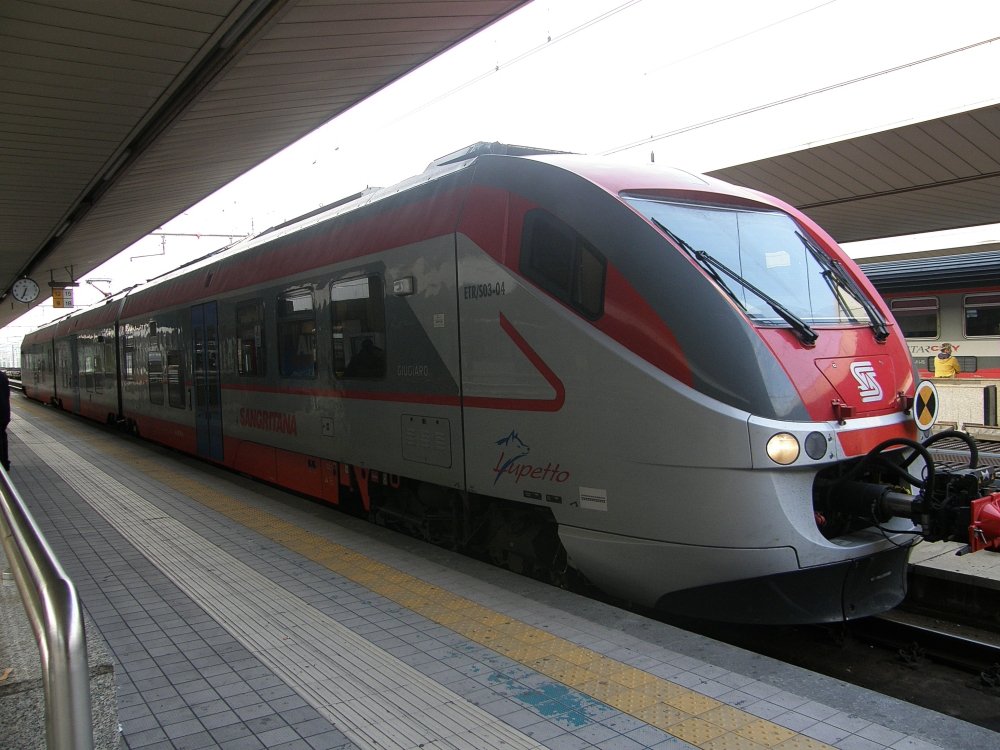
Rame ALe/ETR 503.

- ALe 426/ALe 506 TAF - Treno ad Alta Frequentazione également référencé Eb 760 - Ea 761 chez Ferrovie Nord Milano
- ALe 501/502 Minuetto
- Treno per Servizi Regionali Ferrovie Nord Milano
- FS ALe 540/FS ALe 660
- FS ALe 582
- FS ALe 601
- FS ALe 603
- FS ALe 642
- FS ALe 644/FS ALe 804
- FS ALe 724
- FS ALe 781 Ocarine
- FS ALe 782
- FS ALe 783
- FS ALe 790/FS ALe 880
- FS ALe 792/FS ALe 882
- FS ALe 801 / 940 Fanta
- FS ALe 803
- FS ALe 840
- FS ALE 841
- FS ALe 881
- FS ALe.883

### Rames bitension1,5 kV CCet3 kV CC
- ETR 324/425/526 (dites Jazz)

### Rames Automotrices essence
Les premières rames étaient équipées de moteurs essence qui seront rapidement abandonnées au profit des rames diesel (nafta en italien).
- FS ALb 25
- FS ALb 48 Automotrice Leggera a Benzina converties en ALUb24 et remorque Ln55
- FS ALb 56
- FS ALb 64 transformées en FS ALHb 64 frigorifero
- FS ALb 80
- FS ALb 72 3 unités prototypes transformées en FS ALn 72
- FS ALDb 101-103 Fourgons postaux Fiat Ferroviaria transformées en FS ALDUb 28, remorques FS LDn 32 et FS Ln 64
- FS ALDb 201-203 Fourgons postaux Breda C.F.

### Autorails diesel (nafta)

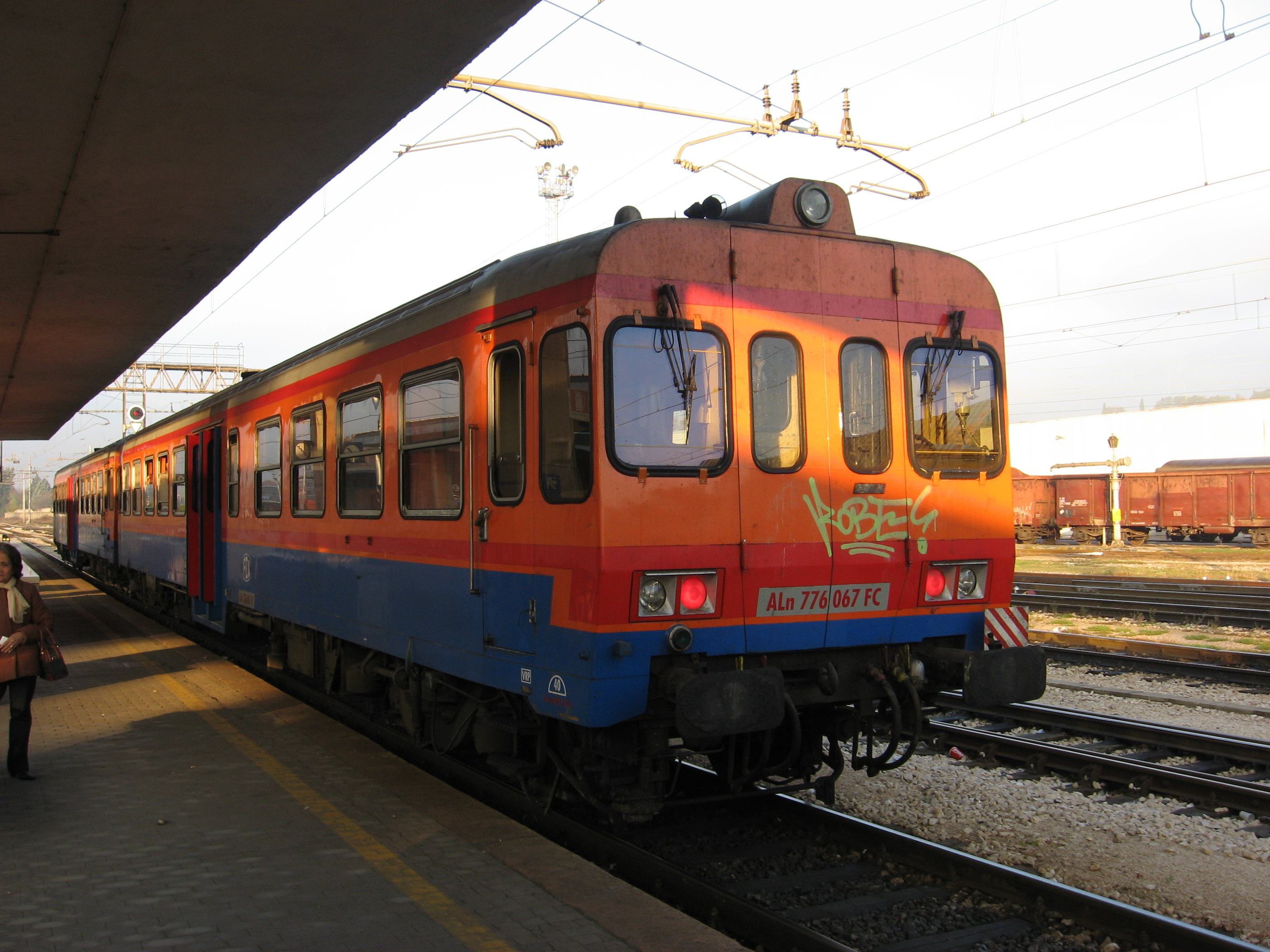
Une rame ALn 776 de Ferrovia Centrale Umbra.

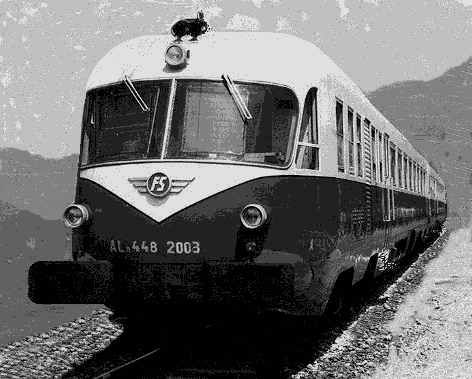
Une ALn 448 Breda.

La flotte des rames automotrices diesel est la base du transport local italien.

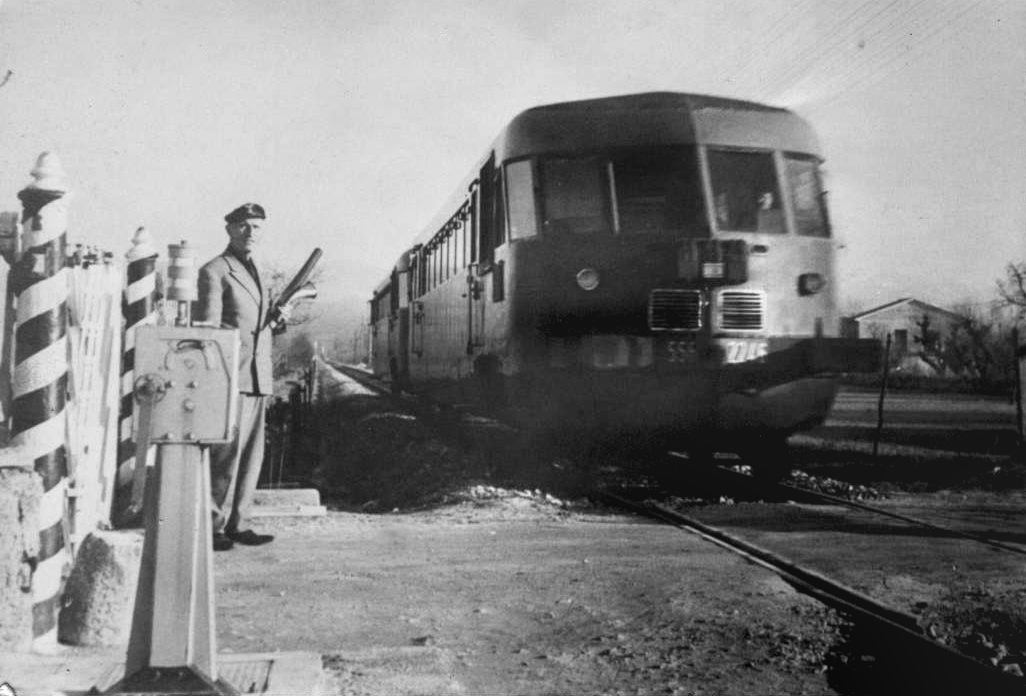
La Littorina Fiat ALn 56.

- Autorails simples pouvant tracter une remorque
  - FS ALDn 32 Mixte fourgon postal
  - FS ALn 40 autorail 1ère classe de luxe
  - FS ALn 56 la fameuse Fiat Littorina le premier autorail au monde, 8 unités transformées en ALDUn28, 2 en ALDUn32 et 1 en DE.041 FTV
  - FS ALn 56 Breda / Ansaldo
  - FS ALn 64 à crémaillère
  - FS ALn 72 6 unités prototypes : 3 Breda et 3 OM
  - FS ALn 80

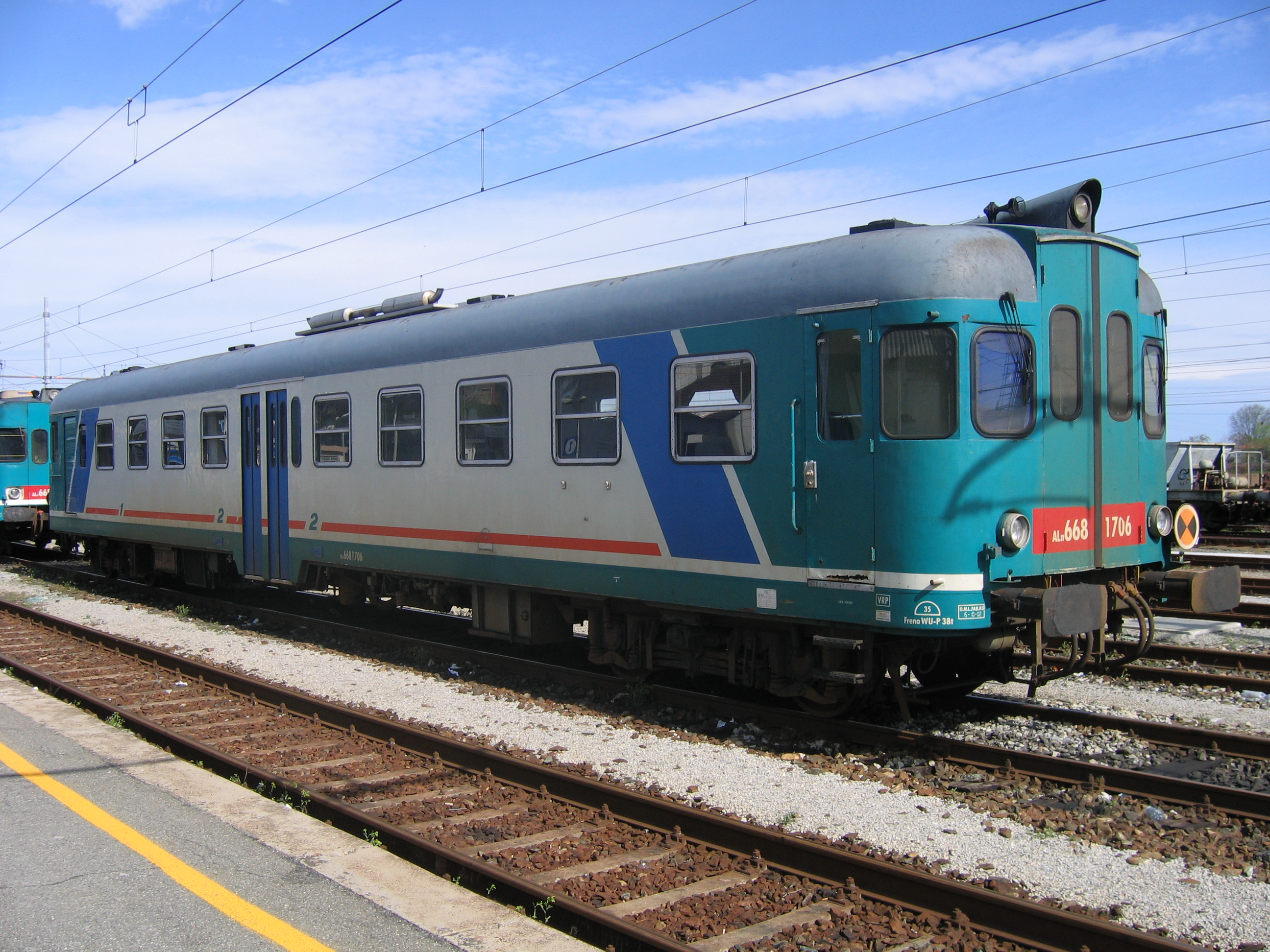
ALn 668.1706 en Italie.

- Autorails couplables en unités multiples
  - FS ALDUn 220 transformées en ALn 556
  - FS ALn 442/ALn 448 (puis ALn 460) Trans Europ Express
  - FS ALn 501/ALn 502 Minuetto Diesel
  - FS ALn 556 Littorina Fiat (ou Topolino)
  - FS ALn 556 Breda
  - FS ALn 663
  - FS ALn 668
  - FS ALn 776 (Ferrovia Centrale Umbra), Sangritana
  - FS ALn 772
  - FS ALTn 444 Belvedere ou Cervo Volante, ALn 772 modifié, puis remis en état d'origine
  - FS ALn 773/873
  - FS ALn 776
  - FS ALn 880
  - FS ALn 990
  - FS ALnDAP Fourgon cellulaire

### Rames diesel indissociables
- FS ATR.100 Rame rapide à trois caisses
- FS ATS.1 Rame Salon de luxe à deux caisses

### Rames Automotrices avec alimentation expérimentale

#### Rames à vapeur première génération
- Gruppo 85, la Giulia
- Gruppo 86

#### Convois et véhicules automoteurs avec alimentation expérimentale
Construites à partir de 1950.
- ALv72 Automotrice à vapeur
- ALg56 Automotrice au gaz de charbon de bois

### Écartement réduit
- FS RALn 60 Diesel
- FCE ADe 21 Diesel électrique

## Rames hybrides

### Rames bi-modes
Les rames dites bi-modes peuvent circuler sur des lignes électrifiées par caténaire ou de manière autonome à l'aide de générateurs composés de moteurs thermiques.
- BTR 813

### Rames tri-modes
Les rames dites bi-modes peuvent circuler sur des lignes électrifiées par caténaire ou de manière autonome à l'aide de générateurs composés de moteurs thermiques ou de batteries.
- HTR 312/412 Blues

## Locomotives de manœuvre

### Électriques
Motrices de manœuvre électriques, avec cabines ou chariot moteur à accoupler
- FS E.321
- FS E.322 Cane (groupe moteur sans cabine pour accouplement avec E.321)
- FS E.323
- FS E.324 Cane (groupe moteur sans cabine pour accouplement avec E.323)

### Diesel

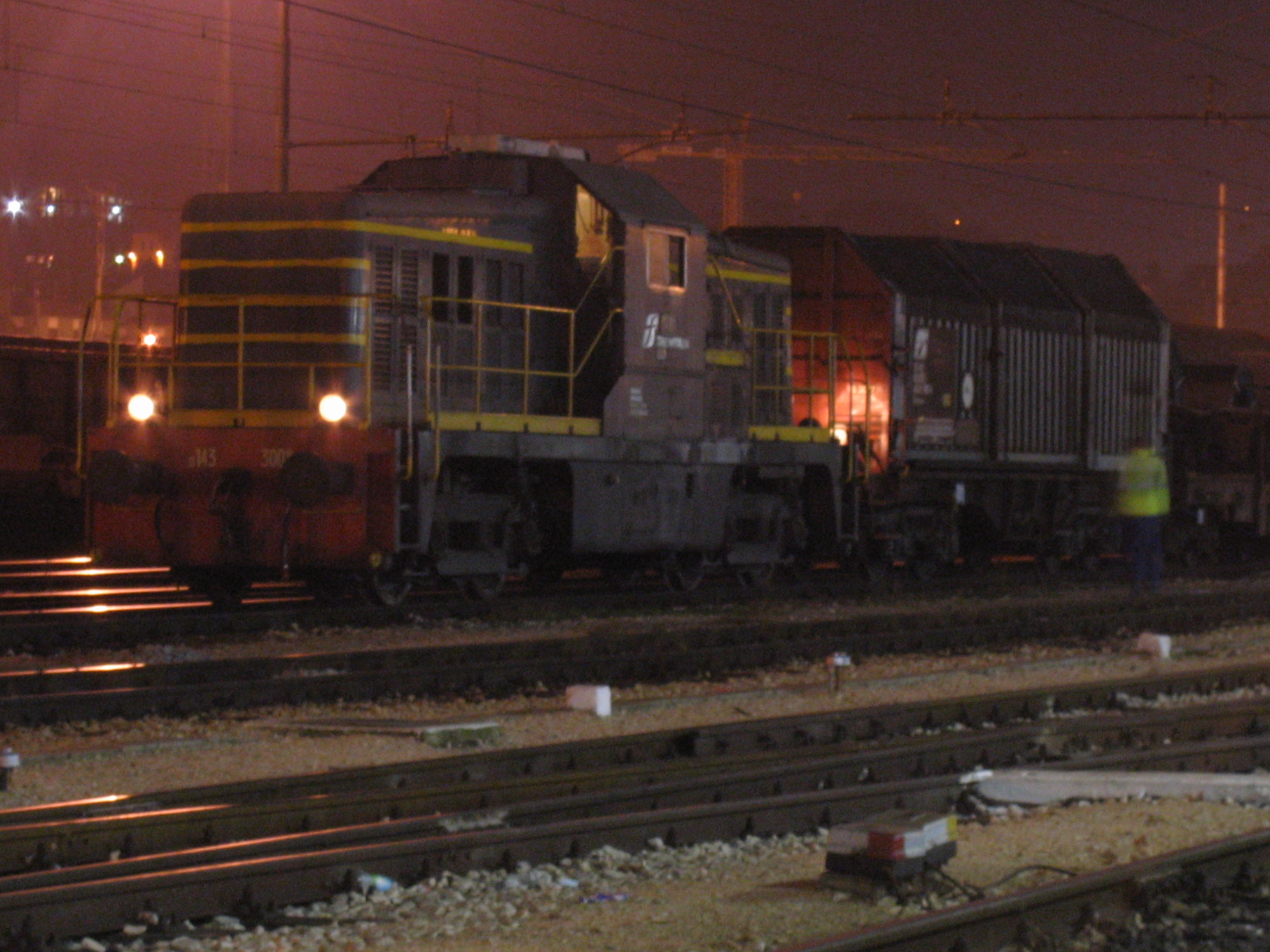
Une D.143 en gare de Terni.

- FS D.141
- FS D.143
- FS D.145
- FS D.146
- FS D.147
- Ne120 Truman
- Ne700
- L 208
- L 209
- L 213
- L 214
- L 215
- L 216
- L 218
- L 225
- L 234
- L 235
- L 245
- L 255

### Diesel Écartement réduit
- FS RD.212

### Chariots automoteurs diesel
- FS 206 Sogliola
- FS 207 Sogliola
- FS 208 Sogliola
- FS 210 Sogliolone
- FS 211 Sogliolone

## Voitures

### Voitures passagers
Liste partielle des voitures actuellement en service 
- Carrozza Corbellini
- Carrozza Centoporte
- Casaralta Tipo 1979 Voitures à étage (Similaires aux VB 2N franciliennes)
- Carrozza Eurofima
- Carrozza FS tipo TEE
- Carrozza FS Gran Comfort
- Carrozza FS MDVC
- Carrozza FS MDVE
- Carrozza FS UIC-Y
- Carrozza FS UIC-X
- Carrozza FS Vicinale Piano Ribassato
- Carrozza Vivalto
- Carrozza FS Sleeperette
- Carrozza FS UIC Z1

### Voitures spéciales
- Carrozza Pizza Express
- Carrozza medica
- Carrozza Giubileo
- Carrozze Treno Bianco